# منطقة كوهلو
منطقة كوهلو (بالأردية: ضلع کوہلو، بالبلوشية: کوہلو) هي إحدى مقاطعات إقليم بلوشستان. وتحدها من الشمال منطقة لورالائي، وديرا بوغتي من الجنوب، من الشرق رجحان-مزاري ومنطقة سيبي من الغرب. تغطي منطقة كوهلو 7610 ڪم٢ (2940 ميل مربع)، وفقا لتعداد عام 2017 كان يبلغ عدد سكان المقاطعة 213،933.

## التقسيم الإداري والسڪان
تنقسم المقاطعة لـ 5 تحصيل (بالأردية: تحصيل).
| التحصيل      | المساحة  | عدد السكان (إحصاء 2017) | الذكور | الإناث | التقسيمات |
| ------------ | -------- | ----------------------- | ------ | ------ | --------- |
| ڪوهلو        | 231 كم٢  | 45،152                  | 23،624 | 21،528 |           |
| جيريساني سوب | 174 كم٢  | 17،027                  | 9،359  | 7،668  |           |
| ڪاهان        | 3754 كم٢ | 73،833                  | 36،485 | 37،348 |           |
| ماواند       | 2915 كم٢ | 41،516                  | 22،480 | 19،036 |           |
| تامبو        | 536 كم٢  | 36،405                  | 20،176 | 16،229 |           |

### السكان
بلغ عدد سكان المنطقة حسب التعداد الباكستاني 2017 نحو 213،933 نسمة منهم 112،124 ذكور و101،809 إناث. كان عدد سكان الريف 196490 (91.85٪) وعدد سكان الحضر 17443 (8.15٪). بلغ معدل المعرفة بالقراءة والكتابة 18.77٪ - (بين الذكور 25.91٪، بين الإناث 10.48٪).

#### اللغة
حسب تعداد 2017، كان 93.15٪ من السكان يتحدثون البلوشية و5.09٪ يتحدثون البشتوية كلغة أولى.